# St. Maria und Wendel (Illesheim)

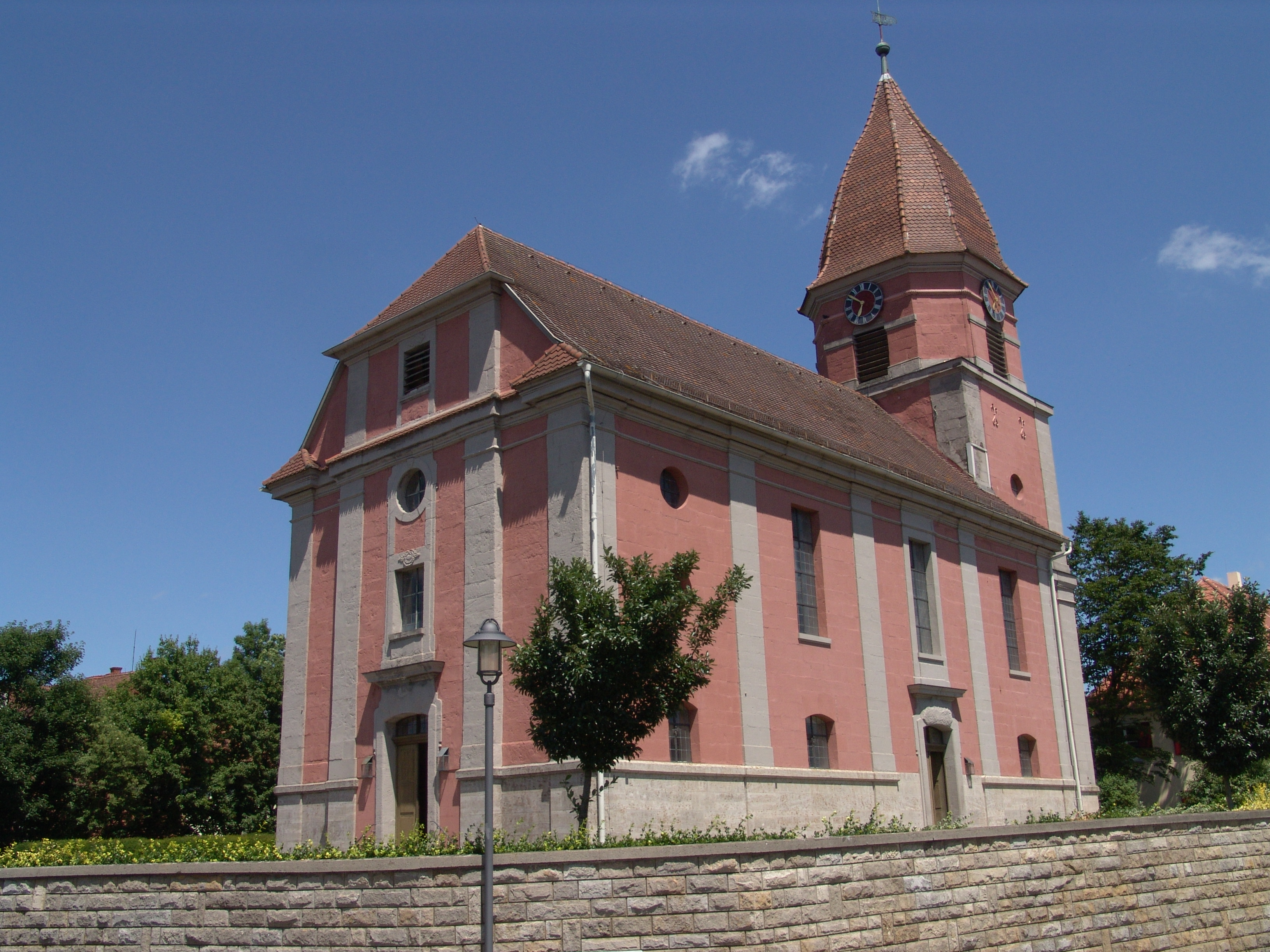
St. Maria und Wendel in Illesheim

Die evangelische, denkmalgeschützte Pfarrkirche St. Maria und Wendel steht in Illesheim, einer Gemeinde im Landkreis Neustadt an der Aisch-Bad Windsheim (Mittelfranken, Bayern). Das Bauwerk ist unter der Denkmalnummer D-5-75-133-2 als Baudenkmal in der Bayerischen Denkmalliste eingetragen. Die Kirchengemeinde gehört zum Evangelisch-Lutherischen Dekanat Bad Windsheim im Kirchenkreis Ansbach-Würzburg der Evangelisch-Lutherischen Kirche in Bayern.

## Beschreibung

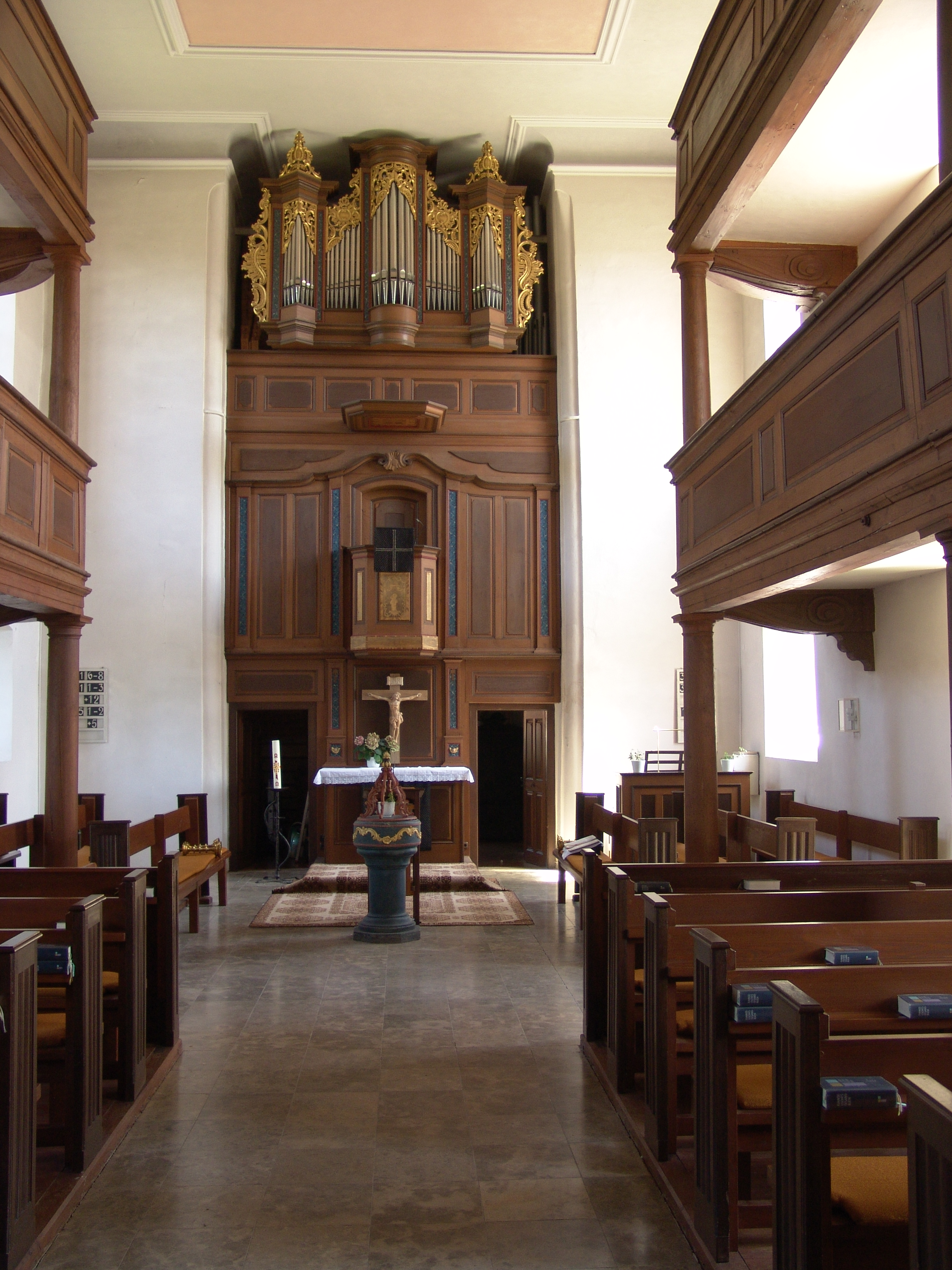
Langhaus mit Blick auf Altar und Orgel

Die Saalkirche, deren Wände durch Lisenen gegliedert sind, wurde 1769 erbaut. Sie besteht aus einem Langhaus, dessen Satteldach im Westen mit einem Schopfwalm endet, und einem  Choranschlussturm auf quadratischem Grundriss im Osten, dessen oberstes, achteckiges Geschoss die Turmuhr und den Glockenstuhl beherbergt. Die Fassade im Westen ist zusätzlich durch einen flachen Risalit gegliedert.